# Peloptulus americanus
Peloptulus americanus är en kvalsterart som först beskrevs av Ewing 1907.  Peloptulus americanus ingår i släktet Peloptulus och familjen Phenopelopidae. Inga underarter finns listade i Catalogue of Life.